# Letlands midlertidige regering
Letlands midlertidige regering (lettisk: latvijas pagaidu valdība; 1918-1920) blev dannet den 18. november 1918 af folkerådet i Letland.

## Historie
Den midlertidige regering blev ledet af Kārlis Ulmanis, leder af den Agriske Union, som blev udpeget til statsminister. I december blev en række ministerier oprettet.
Fra december 1918 til maj 1919 havde de lettiske territorier (der ikke var under tysk besættelse) en midlertidig sovjetregering ledet af Pēteris Stučka. I løbet af disse måneder var Ulmanis-regeringen, der flygtede til Kurland, under tysk beskyttelse. Fælles militære operationer mellem Ulmanis regering og tyskerne i løbet af slutningen af foråret 1919 lykkedes at presse sovjetiske hærenheder tilbage i Latgale.
Ulmanis-regeringen underskrev en våbenhvile med Sovjetrusland den 21. februar 1920 og en fredsaftale den 11. august 1920.
Valg til den konstituerende forsamling blev afholdt i Letland mellem 14. og 16. april 1920.